# Lijst van ridderorden in Ierland
Als een in personele unie met het Verenigd Koninkrijk verbonden Koninkrijk bezat Ierland sinds 1783 een schitterend uitgevoerde ridderorde.
- De Orde van Sint Patrick

Toen Ierland deel van het Verenigd Koninkrijk werd, in 1921 als vrijstaat onafhankelijk werd en uiteindelijk in 1948 geheel uit het Gemenebest stapte bleef deze aan de Britse koningen verbonden ridderorde bestaan. Formeel bestaat zij ook nu nog.
De regeringen van de Republiek Ierland en de regering van Noord-Ierland hebben beiden overwogen om de Orde van Sint-Patrick nieuw leven in te blazen.Het is er om diverse redenen (nog) niet van gekomen.
De Republiek Ierland heeft geen ridderorden maar wel enkele eretekens en medailles en Noord-Ierland maakt gebruik van het Britse decoratiestelsel. Zie daarvoor: Ridderorde in het Verenigd Koninkrijk.